# Slaget vid Borst

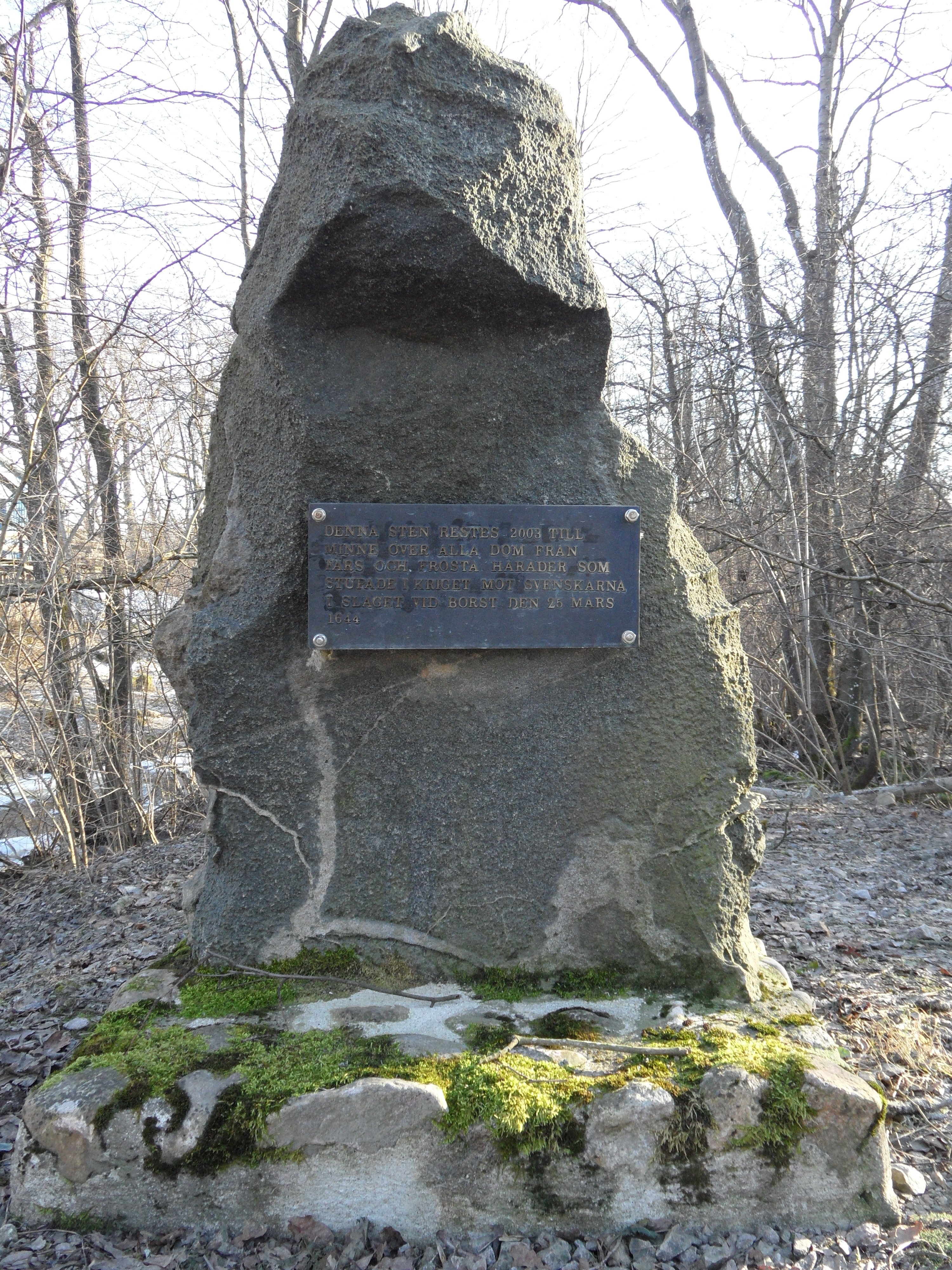
Minnesstenen över slaget vid Borst

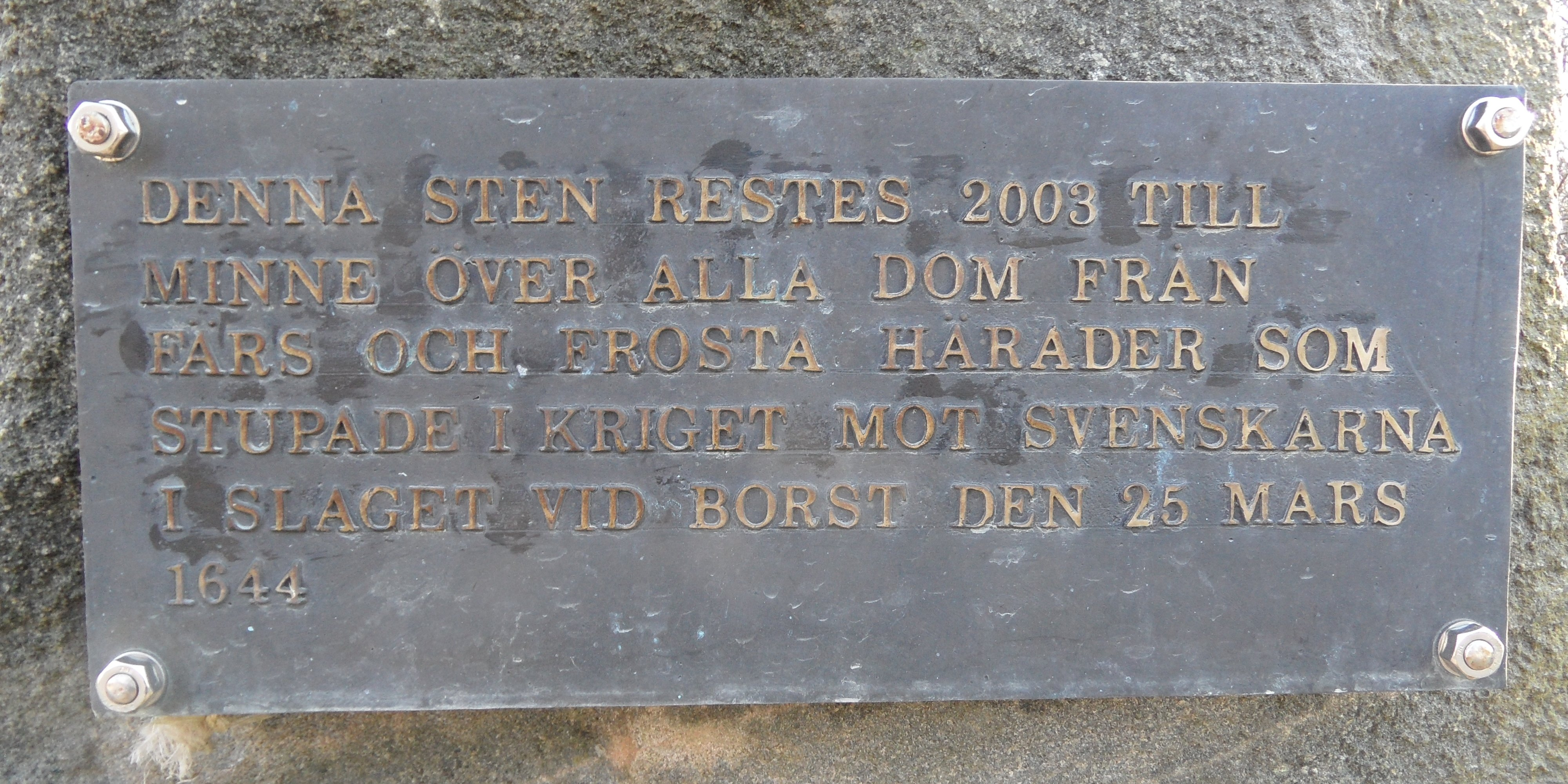
Plaketten på minnesstenen över slaget vid Borst:
"Denna sten restes 2003 till minne över alla dom från Färs och Frosta härader som stupade i kriget mot svenskarna i slaget vid Borst den 25 mars 1644"

Slaget vid Borst utkämpades vid Borstbäcken, norr om Vombsjön, den 25 mars 1644 under Horns skånska krig.
Striden stod mellan en svensk provianteringsexpedition, en kavalleritrupp på 300 man ledd av generalmajor Hans Wachtmeister, och ett uppbåd av ungefär 500 bönder från Färs härad utrustade med liar och yxor. Den svenska truppens mål var att röva proviant och foder på Bjärsjölagård och Övedskloster till den svenska huvudtruppen, som var förlagd i Lund. För att ta sig dit var de tvungna att passera Borstbäcken i östlig riktning. Söder om det stora vadstället, väster om bäcken, väntade bondeuppbådet, som också hade ställt upp två trepundiga kanoner i ett kanonvärn omedelbart öster om Borstbäcken. Härifrån kunde man täcka hela dalen, samt Norriefäladen, och det var det enda artilleri färsingarna förfogade över.
Svenskarna märkte att de var väntade, gjorde de en kringgångsmanöver och anföll bondeuppbådet i ryggen. Efter en omfattande strid erövrade svenskarna böndernas kanoner, vann en klar seger och dödade alla bönderna.  
Enligt sägnen ska bönderna ha begravts i en massgrav i anslutningen till slagfältet. Riksantikvarieämbetet genomförde 2006 och 2007 undersökningar av slagfältet, varvid fynd gjorts i form av muskötkulor, avbrutna stridsknivar och delar av hästskor. Någon massgrav har inte lokaliserats. 
Idag finns en minnessten på platsen.